# 13. ožujka
13. ožujka (13. 3.) 72. je dan godine po gregorijanskom kalendaru (73. u prijestupnoj godini).
Do kraja godine imaju još 293 dana.

## Događaji
- 874. – Kosti svetog Nicefora sahranjene su u Konstantinopolu.
- 1177. – Papa Aleksandar III. na putu za Veneciju ušao na bijelom konju u Zadar gdje je, kako je zapisao kroničar u papinoj pratnji, svečano dočekan od naroda i svećenstva uz gromko pjevanje na hrvatskom jeziku te je odatle produžio duž istarske obale prema Veneciji ususret caru Fridriku I. Barbarossi.
- 1639. – sveučilište Harvard u Cambridgeu, Massachusetts nazvano je prema svom prvom upraviteljskom darovatelju, teologu Johnu Harvardu.
- 1847. – u Zadru je obavljena prva operacija uz etersku narkozu na hrvatskom tlu, samo pet mjeseci nakon tog svjetskog događaja, a dva do tri mjeseca nakon Londona, Pariza i Beča.
- 1881. – Cara Aleksandra II. od Rusije ubio je u nihilističkoj zavjeri Ignacy Hryniewiecki.
- 1933. – Otvoreno Nacističko ministarstvo propagande čiji je prvi ministar postao Joseph Goebbels.
- 1943. – Njemački okupatori uništavaju židovski geto u Krakovu.
- 1954. – Viet Minh snage pod vodstvom Vo Nguyen Giapa pokrenule su široku topničku pripravu na francusku vojsku čime su započeli bitku kod Dien Bien Phua, završnu bitku u Prvom indokineskom ratu.
- 2013. – Jorge Mario Bergoglio izabran za novog papu.

| - 1593. – Georges de La Tour, francuski slikar († 1652.) - 1615. – Inocent XII., papa († 1700.) - 1741. – Josip II., njemačko-rimski car i ugarsko-hrvatski kralj († 1790.) - 1867. – Alexej von Jawlensky, rusko-njemački slikar († 1941.) - 1884. – Đuro Basariček, hrvatski političar († 1928.) - 1899. – Ernest Radetić, hrvatski književnik († 1980.) - 1934. – Nikola Filipović, hrvatski arhitekt - 1937. – Ružica Ćavar, hrvatska liječnica i katolička aktivistica († 2022.) - 1956. – Dana Delany, američka glumica - 1965. – Mario Kopić, hrvatski filozof - 1979. – Danijela Pintarić, hrvatska pjevačica (sopran), violinistica i kazališna glumica - 1995. – Mikaela Shiffrin, američka skijašica - 2004. – Coco Gauff, američka tenisačica | - 1572. – Petar Hektorović, hrvatski pjesnik (* 1487.) - 1758. – Andrija Jambrešić, hrvatski jezikoslovac, isusovac i leksikograf (* 1706.) - 1842. – Luigi Cherubini, talijanski književnik (* 1760.) - 1881. – Aleksandar II., ruski car (* 1818.) - 1906. – Susan B. Anthony, američka aktivistica za pravo glasa žena (* 1820.) - 1975. – Ivo Andrić, hrvatski književnik, jugoslavenski diplomat, srpski književnik, dobitnik Nobelove nagrade za književnost (* 1892.) - 1992. – Irmã Dulce, brazilska svetica (* 1914.) - 1996. – Krzysztof Kieślowski, poljski redatelj (* 1941.) - 2010. – Ljubomir Kapor, hrvatski glumac (* 1932.) - 2023. – Marija Ujević-Galetović, hrvatska kiparica i akademkinja (* 1933.) |

## Imendani
- Patricija
- Sabina
- Rozalija
- Modesta
- Ratka